# Gambialoa edromai
Gambialoa edromai är en insektsart som beskrevs av Einyu och M. Firoz Ahmed 1982. Gambialoa edromai ingår i släktet Gambialoa och familjen dvärgstritar.
Artens utbredningsområde är Uganda. Inga underarter finns listade i Catalogue of Life.